# Cloudina
Cloudina és un fòssil de finals de l'Ediacarià, probablement el primer metazou conegut amb un esquelet extern. El seva filogènia no està clara; alguns consideren que aquests animals podrien ser cnidaris; uns altres creuen que són anèl·lids. El que sí que sembla clar és que es dividien asexualment.

## Morfologia
Cloudina, igual que Sabellitides, posseeix una morfologia similar als pogonòfors. Era un organisme probablement sèsil, originalment format per aragonita o calcita magnesiana (el que, en paleobioquímica, sol ser indicador d'organismes amb closques carbonatades). Encara que no és clar de si és el primer metazou, és el primer conegut que va adquirir un esquelet mineral.

## Ecologia
S'associen a zones de fonts hidrotermales, en les quals les cadenes tróficas són mantingudes per quimioautòtrofs. Els metazous viuen en molt baixes concentracions d'oxigen realitzant un metabolisme basat en les seves relacions simbiòtiques amb bacteris quimioautótrofas.

## Restes fòssils
Aquest gènere té fòssils orgànics i mineralizats en forma d'embolcalls orgànics i esquelets mineralizats. Les restes de Cloudina tan sols s'ha trobat en uns pocs de llocs (Califòrnia, Estremadura, Namíbia, Oman, Uruguai, etc.)